# Farkas Viktor (labdarúgó)
Farkas Viktor (1978. október 5. –) labdarúgó, hátvéd.

## Korai évek
Születése édesapja ötéves Phenjanban betöltött külügyminisztériumi kiküldetésére esett. Két és fél éves koráig éltek Észak-Koreában, később a nyarakat újabb kiküldetés miatt is ott töltötték. Ekkoriban történt vele, hogy egy helyi klub edzőpályájára lement focizni, mire az egész ott lévő csapat minden tagja levonult a pályáról, mivel nem érintkezhettek külföldiekkel.

## Pályafutása
2005 és 2007 között a Diósgyőr labdarúgója volt. 2007 és 2012 között pedig a Tatabánya játékosa. 2012-ben a Dunaújváros csapatához szerződött.